# Edith Dietz
Edith Dietz (* 16. Februar 1921 in Gießen als Edith Königsberger; † 14. November 2015) war eine deutsche Schriftstellerin und Opfer des Nationalsozialismus.
Nachdem sie 1935 das Gymnasium Bad Ems wegen der Nürnberger Gesetze verlassen musste, sollte 1935/36 weiterer Unterricht in Köln oder Worms stattfinden, der jedoch ausblieb. Sie und ihre Schwester Ilka werden von ihrem Onkel Adolf Königsberger (* 24. Juni 1878) adoptiert, der zuletzt Direktor bei der AEG war – der Grund: alleinstehende Juden wurden mit sehr hohen Steuern belegt. Von 1936 bis 1938 machte sie in Berlin in Nachmittagsunterricht die Mittlere Reife. 
Nach dem Selbstmord ihres Onkels Adolf absolvierte sie von 1938 bis 1940 eine Ausbildung am jüdischen Seminar für Kindergärtnerinnen, weil sie sonst keine Ausbildung machen konnte. Von 1940 bis 1941 arbeitete sie in jüdischen Kindergärten und Horten in Berlin, zuletzt ab Oktober 1941 im jüdischen Sammellager Levetzowstraße. Im August 1942 floh Dietz mit dem Zug über Freiburg und Waldshut-Tiengen in die Schweiz.
Nachdem sie und ihre Schwester anfänglich für deutsche Spione gehalten und mehrfach interniert worden waren, arbeitete sie für und mit Flüchtlingen. Auf Drängen ihres Mannes Friedrich Dietz, den sie 1946 geheiratet hatte, kehrte sie im selben Jahr zurück nach Deutschland, erst nach Oberndorf, dann nach Karlsruhe.
2000 erhielt sie den Ludwig-Marum-Preis und 2005 den Verdienstorden der Bundesrepublik Deutschland, beides, weil sie Schulen besuchte, aus ihren Büchern las und aus ihrer Vergangenheit erzählte.

## Werke
- Den Nazis entronnen: Die Flucht eines jüdischen Mädchens in die Schweiz, Autobiographischer Bericht 1933–1942. Mit einem Vorwort von Micha Brumlik. Frankfurt am Main, 2008, 2. Aufl. (ihr Leben im Nazi-Deutschland und ihre Flucht in die Schweiz)
- Freiheit in Grenzen: Meine Internierungszeit in der Schweiz 1942–1946. Frankfurt am Main, 2004 (ihre Internierungszeit in der Schweiz)
- ...der Kreis schließt sich: Jahrzehnte des Friedens sind keine Garantie. Frankfurt am Main, 2006 (ihre Rückkehr nach Deutschland)